# Jernkuplen
Jernkuplen (også kaldet Iron Dome (hebraisk: כִּפַּת בַּרְזֶל, kippat barzel) er et mobilt, israelsk våbensystem, der har til formål at nedskyde raketter, missiler og granater rettet mod Israel. Systemet er udviklet af Rafael Advanced Defense Systems med det formål at identificere indkommende raketter og artillerigranater affyret fra en afstand mellem 4 og 70 kilometer med kurs mod beboede områder. Israel planlægger at forøge systemets maksimale rækkevidde fra de nuværende 70 km til 250 km og at give systemet mulighed for at nedskyde raktter m.v., der kommer fra flere retninger samtidig.
Jernkuplen blev erklæret operationel og blev taget i brug ved Beersheba den 27. marts 2011. Den 7. april 2011 nedskød systemet for første gang en Grad raket affyret fra Gazastriben. Den 10. marts 2012 skrev The Jerusalem Post, at systemet har nedskudt 90% af de raketter, der er affyret fra Gaza, som ellers ville have ramt beboede områder i Israel. I november 2012 blev det fra officielt hold meddelt, at systemet havde nedskudt mere end 400 raketter.

## Eksterne links
- Wikimedia Commons har flere filer relateret til Jernkuplen
- Officiel Iron Dome brochureArkiveret 10. juli 2012 hos  Wayback Machine
- Officiel Iron Dome promotion video

| Militær | Spire Denne artikel om militær er en spire som bør udbygges. Du er velkommen til at hjælpe Wikipedia ved at udvide den. |